# John Brinkley (astronom)
John Mortimer Brinkley (n. 1763, Woodbridge, Anglia, Regatul Marii Britanii – d. 14 septembrie 1835, Dublin, Regatul Unit al Marii Britanii și Irlandei) a fost un astronom irlandez și episcop de Cloyne (Comitatul Cork).
A fost primul care a deținut funcția de Royal Astronomer din această țară.
Contribuțiile sale în acest domeniu aparțin domeniului astronomiei stelare și au fost publicate, în 1808, în lucrarea Elements of Plane Astronomy.
Pentru realizările sale, în 1824 i s-a decernat Medalia Copley din partea Royal Society.